# 1988年カルガリーオリンピックのフランス選手団
1988年カルガリーオリンピックのフランス選手団（1988ねんカルガリーオリンピックのフランスせんしゅだん）は、1988年2月13日から2月28日までカナダのカルガリーで開催された1988年カルガリーオリンピックのフランス選手団、およびその競技結果。

## 概要
今大会は金メダル1個、銅メダル1個の計2個のメダルを獲得した。
アルペンスキーではフランク・ピカールが、男子スーパー大回転で金メダル、男子滑降で銅メダルを獲得した。フランス勢が金メダルを獲得したのは自国開催だった1968年グルノーブルオリンピック以来20年ぶり。

## メダル
| メダル | 選手名             | 競技           | 種目               |
| ------ | ------------------ | -------------- | ------------------ |
| 金     | フランク・ピカール | アルペンスキー | 男子スーパー大回転 |
| 銅     | フランク・ピカール | アルペンスキー | 男子滑降           |